# Ethionodes brunneaplaga
Ethionodes brunneaplaga är en fjärilsart som beskrevs av George Thomas Bethune-Baker 1911. Ethionodes brunneaplaga ingår i släktet Ethionodes och familjen nattflyn. Inga underarter finns listade i Catalogue of Life.